# Tašuľa
Tašuľa (bis 1948 slowakisch Tašoľa; ungarisch Tasolya) ist eine Gemeinde im äußersten Osten der Slowakei mit 204 Einwohnern (Stand 31. Dezember 2024), die zum Okres Sobrance, einem Kreis des Košický kraj, gehört.

## Geographie
Die Gemeinde befindet sich im Osten des Ostslowakischen Tieflands auf einem alten Aggradationsdeich des Uh. Das Ortszentrum liegt auf einer Höhe von 108 m n.m. und ist 16 Kilometer von Sobrance entfernt.
Nachbargemeinden sind Kristy im Norden, Jenkovce im Osten und Südosten, Bežovce im Süden, Südwesten und Westen und Svätuš im Nordwesten.

## Geschichte
Tašuľa wurde zum ersten Mal 1288 als Tesla schriftlich erwähnt, weitere historische Bezeichnungen sind unter anderen Tassala (1333), Tasula (1358), Tasolya (1438) und Tassola (1808). 1333 war das Dorf Besitz des Landadels, im 19. und 20. Jahrhundert war es Besitz der Familie Hadik-Barkóczy. 1715 gab es sieben bewohnte Haushalte, im 18. Jahrhundert kam es wegen Flucht von Untertanen zum Bevölkerungsrückgang. 1828 zählte man 29 Häuser und 283 Einwohner, die als Viehzüchter und Waldarbeiter tätig waren.
Bis 1918/1919 gehörte der im Komitat Ung liegende Ort zum Königreich Ungarn und kam danach zur Tschechoslowakei beziehungsweise heute Slowakei. In der Zeit der ersten tschechoslowakischen Republik waren die Einwohner als Landwirte beschäftigt. Als Folge des Slowakisch-Ungarischen Kriegs war der Ort von 1939 bis 1944 noch einmal Teil Ungarns. Nach dem Zweiten Weltkrieg wurde die örtliche Einheitliche landwirtschaftliche Genossenschaft (Abk. JRD) 1957 gegründet ein Teil der Einwohner pendelte zur Arbeit in umliegende Baubetriebe und nach Michalovce.

## Bevölkerung
| Jahr                | 1994 | 2004    | 2014     | 2024    |
| ------------------- | ---- | ------- | -------- | ------- |
| Anzahl der Personen | 225  | 222     | 194      | 204     |
| Unterschied         |      | −1,33 % | −12,61 % | +5,15 % |

| Jahr                | 2023 | 2024    |
| ------------------- | ---- | ------- |
| Anzahl der Personen | 203  | 204     |
| Unterschied         |      | +0,49 % |

Nach der Volkszählung 2011 wohnten in Tašuľa 201 Einwohner, davon 178 Slowaken sowie jeweils ein Magyare, Rom, Tscheche und Ukrainer. 19 Einwohner machten keine Angabe zur Ethnie.
66 Einwohner bekannten sich zur reformierten Kirche, 50 Einwohner zu den Zeugen Jehovas, 35 Einwohner zur römisch-katholischen Kirche, 19 Einwohner zur griechisch-katholischen Kirche sowie jeweils ein Einwohner zur Evangelischen Kirche A. B. und zur orthodoxen Kirche. 18 Einwohner waren konfessionslos und bei 11 Einwohnern wurde die Konfession nicht ermittelt.

## Verkehr
Nach Tašuľa führt nur die Cesta III. triedy 3808 („Straße 3. Ordnung“) von einer Kreuzung mit der die Cesta III. triedy 3754 zwischen Jenkovce und Bežovce heraus.